# Condición de frontera de Neumann
En matemáticas, la condición de frontera de Neumann (o de segundo tipo) es un tipo de condición de frontera o contorno, llamada así en alusión a Carl Neumann.
Se presenta cuando a una ecuación diferencial ordinaria o en derivadas parciales, se le especifican los valores de la derivada de una solución tomada sobre la frontera o contorno del dominio.

## Ejemplos

### Ecuaciones diferenciales ordinarias (EDO)
En el caso de una ecuación diferencial ordinaria, por ejemplo, puede ser:
{\displaystyle {\frac {d^{2}y}{dx^{2}}}+3y=1}
sobre el intervalo [0,1] las condiciones de frontera de Neumann toman la forma:
{\displaystyle {\begin{cases}{\frac {dy}{dx}}(0)=\alpha _{1}\\{\frac {dy}{dx}}(1)=\alpha _{2}\end{cases}}}
donde {\displaystyle \alpha _{1}} y {\displaystyle \alpha _{2}} son números dados.

### Ecuaciones diferenciales en derivadas parciales (EDP)
Para una ecuación diferencial en derivadas parciales sobre un dominio {\displaystyle \Omega \subset \mathbb {R} ^{n}} tal como:
{\displaystyle \nabla ^{2}y=0}
donde {\displaystyle \nabla ^{2}} es el laplaciano, la condición de frontera de Neumann toma la forma:
{\displaystyle {\frac {\partial y}{\partial \mathbf {n} }}(x)=f(x)\quad \forall x\in \partial \Omega .}
Aquí {\displaystyle \mathbf {n} } es la normal a la frontera {\displaystyle \partial \Omega } y {\displaystyle f} es una función escalar.
La derivada normal {\displaystyle {\frac {\partial }{\partial \mathbf {n} }}} se define como:
{\displaystyle {\frac {\partial y}{\partial \mathbf {n} }}(x)=\nabla y(x)\cdot \mathbf {n} (x)}
donde {\displaystyle \nabla } es el gradiente (vector) y el punto es el producto interno con el vector normal unitario n.